# Ministerio de Educación Nacional (Colombia)
El Ministerio de Educación Nacional (Mineducación - MEN) es un ministerio de la República de Colombia encargado de formular la política de educación nacional y fomentar el desarrollo de una educación competitiva y de calidad que genere oportunidades de progreso y prosperidad y contribuya a cerrar las brechas de inequidad.
Desde el 23 de julio de 2024, el ministro de Educación Nacional es el economista Daniel Rojas Medellín.

## Historia
Mediante la Ley 10 de 1880 se creó la Secretaría de Instrucción Pública, que reemplazó a la Secretaría del Exterior (Ministerio de Gobierno) que antes de 1880 atendía los asuntos educativos.
Mediante la Ley 7 del 25 de agosto de 1886 se creó el Ministerio de Instrucción Pública, durante el gobierno de José María Campo Serrano.
En junio de 1923, cambia el nombre de Ministerio de Instrucción Pública por el de Ministerio de Instrucción y Salubridad Públicas y, desde el 1 de enero de 1928 se le identifica con el nombre de Ministerio de Educación Nacional, según lo dispuso la Ley 56 de 1927 (10 de noviembre), en el gobierno de Miguel Abadía Méndez y ministro de Instrucción y Salubridad Públicas José Vicente Huertas.

## Estructura
Con la expedición del Decreto 5012 de 28 de diciembre de 2009 y el Decreto 854 del 23 de marzo de 2011, fueron aprobados los cambios en la planta de personal del Ministerio de Educación.

### Despacho del Ministerio
- Oficina Asesora de Comunicaciones.
- Oficina Asesora de Planeación y Finanzas.
- Oficina Asesora Jurídica.
- Oficina de Cooperación y Asuntos Internacionales.
- Oficina Asesora de Control Interno.
- Oficina de Tecnología y Sistemas de Información.
- Oficina Asesora de Innovación Educativa con Uso de Nuevas Tecnologías.

### Secretaría General
- Subdirección de Gestión Financiera.
- Subdirección de Desarrollo Organizacional.
- Subdirección de Talento Humano.
- Subdirección de Contratación.
- Subdirección de Gestión Administrativa.

### Viceministerio de Educación Preescolar, Básica y Media
- Dirección de Primera Infancia.
  - Subdirección de Cobertura de Primera Infancia.
  - Subdirección de Calidad de Primera Infancia.
- Dirección de Calidad de la Educación Preescolar, Básica y Media.
  - Subdirección de Referentes y Evaluación de la Calidad Educativa.
  - Subdirección de Fomento de Competencias.
- Dirección de Fortalecimiento a la Gestión Territorial.
  - Subdirección de Monitoreo y Control.
  - Subdirección de Fortalecimiento Institucional.
  - Subdirección de Recursos Humanos del Sector Educativo.
- Dirección de Cobertura y Equidad.
  - Subdirección de Acceso.
  - Subdirección de Permanencia.

### Viceministerio de Educación Superior
- Dirección de Calidad para la Educación Superior.
  - Subdirección de Aseguramiento de la Calidad para la Educación Superior.
  - Subdirección de Inspección y Vigilancia.
- Dirección de Fomento de la Educación Superior.
  - Subdirección de Apoyo a la Gestión de las IES.
  - Subdirección de Desarrollo Sectorial.

## Superintendencia de educación
En Colombia, las funciones de inspección, vigilancia y control son ejercidas por las superintendencias, las cuales se constituyen como entidades administrativas del orden nacional que “cumplen funciones de inspección y vigilancia atribuidas por la ley o mediante delegación que haga el Presidente de la República previa autorización legal” (artículo 66 de la Ley 489 de 1998). Por ello, desde hace varios años se cuestiona la inoperancia de las secretarías de educación (tal vez por la carencia de mecanismos más fuertes de control), y la concentración de poder en cabeza del Ministerio de Educación, lo cual no permite en este último caso la concreción del objetivo primordial de establecer las políticas, estándares y lineamientos que mejoren el servicio de la educación en todo el territorio.
Con base en este panorama, se viene planteando la necesidad de crear la superintendencia de educación como un órgano especializado y con capacidad técnica para descongestionar las funciones de inspección, vigilancia y control a cargo de las secretarías de educación y del Ministerio de Educación Nacional, agilizando así muchos procesos de seguimiento, especialmente de las universidades con problemas de calidad educativa. En 2014, este tema llegó al punto central de debate cuando la entonces Ministra de Educación, Gina Parody, mediante un mensaje de urgencia, presentó un proyecto de ley que pretendía dotar de más herramientas a la cartera con el propósito de garantizar la continuidad y calidad de la educación superior, lo que a la postre originó la promulgación de la Ley 1740 de 2014.
Precisamente al tener esa ley como finalidad la creación de mecanismos preventivos y sancionatorios (para el ámbito de la educación superior), no se permitió la solución del asunto de fondo que giraba en torno al debate de la facultad de inspección, vigilancia y control de la educación en cabeza del MEN, que a su vez es el encargado de las políticas públicas de la materia y del otorgamiento de registros calificados y acreditación de programas universitarios. Es decir, a un mismo organismo del nivel nacional se le encomienda la dirección, planificación y control de sus propias políticas y normas.

## Ministros
Desde el 23 de julio de 2024 el ministro de educación nacional es Daniel Rojas Medellín, nombrada por el presidente Gustavo Petro en reemplazo de Aurora Vergara.
Los Ministros de Educación más recientes han sido:

### Desde 1991 hasta 2000
| Ministro (a)           | Periodo     |
| ---------------------- | ----------- |
| Alfonso Valdivieso     | 1990 – 1991 |
| Carlos Holmes Trujillo | 1991 – 1993 |
| Maruja Pachón          | 1993 – 1994 |
| Arturo Sarabia Better  | 1994 – 1995 |
| María Emma Mejía Vélez | 1995 – 1996 |
| Olga Duque de Ospina   | 1996 – 1997 |
| Jaime Niño Díez        | 1997 – 1998 |
| Germán Bula Escobar    | 1998 – 2000 |

### Desde 2000
| Ministro (a)      | Ministro (a)           | Foto | Partido                                   | Periodo                                   | Presidente           | Presidente |
| ----------------- | ---------------------- | ---- | ----------------------------------------- | ----------------------------------------- | -------------------- | ---------- |
|                   | Francisco José Lloreda |      | PCC                                       | 7 de agosto de 2000 – 7 de agosto de 2002 | Andrés Pastrana      |            |
|                   | Cecilia María Vélez    |      | Ind.                                      | 7 de agosto de 2002 – 7 de agosto de 2010 | Álvaro Uribe Vélez   |            |
|                   | María Fernanda Campo   |      | PCC                                       | 7 de agosto de 2010 - 7 de agosto de 2014 | Juan Manuel Santos   |            |
|                   | Gina Parody            |      | PUG                                       | 7 de agosto de 2014 – 7 de agosto de 2016 | Juan Manuel Santos   |            |
| Yaneth Giha Tovar |                        | PUG  | 7 de agosto de 2016 – 7 de agosto de 2018 |                                           | Juan Manuel Santos   |            |
|                   | María Victoria Angulo  |      | PCC                                       | 7 de agosto de 2018 – 7 de agosto de 2022 | Iván Duque Márquez   |            |
|                   | Alejandro Gaviria      |      | Ind.                                      | 7 de agosto de 2022 – 8 de marzo de 2023  | Gustavo Petro Urrego |            |
|                   | Aurora Vergara         |      | SPS                                       | 8 de marzo de 2023-20 de julio de 2024    | Gustavo Petro Urrego |            |
|                   | Daniel Rojas Medellín  |      | CH                                        | 23 de julio de 2024 –En el cargo          | Gustavo Petro Urrego |            |

## Exámenes nacionales
La educación de Colombia es evaluada por el Instituto Colombiano para la Evaluación de la Educación (ICFES) a través de los siguientes exámenes nacionales:

### Pruebas Saber 3°, 5° y 9°
Son pruebas que monitorean el desarrollo de competencias básicas en los estudiantes de la Educación Básica.

### Pruebas Saber 11°
Son pruebas que comprueban el grado de desarrollo de las competencias de los estudiantes que están por finalizar el grado undécimo de la Educación Media.

### Pruebas Saber TyT
Las Pruebas Saber TyT evalúan las competencias genéricas y las competencias específicas comunes de los estudiantes de programas técnicos y tecnólogos que hayan aprobado el 75% de los créditos académicos.

### Pruebas Saber Pro
Las Pruebas Saber Pro (antes conocidas como Examen de calidad para la Educación Superior, ECAES) son un examen de carácter oficial y obligatorio que comprueba las competencias de los estudiantes que cursan el último año de los programas académicos de pregrado en las instituciones de Educación Superior.

## Exámenes internacionales
Actualmente, la educación de Colombia es evaluada en los siguientes exámenes internacionales:

### Informe PISA
En esta prueba se miden las habilidades de estudiantes de 15 años para resolver problemas cotidianos. Los resultados del Informe PISA ayudan a identificar las brechas entre los diferentes sistemas educativos. En esta prueba Colombia compite con alrededor de 80 países y economías del mundo.

### Proyecto PISA para establecimientos educativos
Conocida también como PISA for schools, en esta prueba los colegios participantes reciben resultados en la escala PISA.

### Estudio Regional Comparativo y Explicativo de la Unesco (Erce)
Esta prueba, en la que Colombia compite con 17 países de América Latina, evalúa las competencias en Lenguaje, Matemáticas y Ciencias en el ciclo de educación básica (primaria y secundaria).

### Encuesta Internacional sobre Docencia y Aprendizaje (TALIS)
Esta prueba, en la que Colombia compite con 45 países del mundo, permite conocer aspectos fundamentales de la práctica educativa del país desde la perspectiva de los profesores y rectores.

### Estudio Talis basado en vídeo
Esta prueba permite obtener información sobre metodologías y prácticas de enseñanza de los docentes de secundaria en Matemáticas, con el fin de comprender qué tan eficientes son dentro del salón. Colombia, además, hace parte de la primera versión de esta prueba junto a Japón, Chile, México, España, China, Estados Unidos, Alemania e Inglaterra.

## Instituciones relacionadas
- Instituto Colombiano para la Evaluación de la Educación (ICFES).
- Servicio Nacional de Aprendizaje (SENA).
- Instituto Colombiano de Crédito Educativo y Estudios Técnicos en el Exterior (ICETEX).
- Sistema Universitario Estatal
- Colombia Aprende.